# Eutettix minutus
Eutettix minutus är en insektsart som beskrevs av Hepner 1942. Eutettix minutus ingår i släktet Eutettix och familjen dvärgstritar. Inga underarter finns listade i Catalogue of Life.